# Cattleya jongheana
Cattleya jongheana  (Rchb.f.) Van den Berg, 2008  è una pianta della famiglia delle Orchidacee endemica del Brasile.

## Descrizione
È un'orchidea di piccola taglia, epifita caratterizzata da pseudobulbi da ovoidali a ellissoidi, scanalati, di colore verde scuro, avvolti da una guaina bianca, portanti all'apice un'unica foglia molto coriacea, oblungo-ellittica, ad apice ottuso.
 La fioritura avviene tra il tardo inverno e la primavera con un'infiorescenza a racemo lunga mediamente 14 centimetri con uno o due fiori. Questi sono profumati, di lunga durata, di grandezza molto variabile, da 7 a 16 centimetri e di colore dal rosa carico al viola in petali e sepali, mentre il labello vira al bianco e al giallo arancione.

## Distribuzione e habitat
La specie è originaria del Brasile e più precisamente è endemica dello stato di Minas Gerais dove cresce epifita dai 1300 ai 1600 metri di quota.

## Sinonimi
Bletia jongheana  (Rchb.f.) Rchb.f., 1872

Laelia jongheana Rchb.f., 1872

Sophronitis jongheana  (Rchb.f.) Van den Berg & M.W.Chase, 2000

Hadrolaelia jongheana  (Rchb.f.) Chiron & V.P.Castro, 2002

## Coltivazione
Questa pianta ha bisogno di molta acqua, molta luce e temperature calde durante la fioritura; bisogna successivamente raffreddare, diradare le irrigazioni e diminuire la luce durante la fase di riposo. Teme la luce diretta del sole.